# Вечернее образование
Вече́рнее образова́ние (очно-заочное, сменное) — вид обучения, при котором учащийся совмещает учёбу с работой, то есть посещает учебное заведение посменно, в наиболее удобное, свободное от работы время. При этом возможен свободный (скользящий) график занятий, — например, если учащийся работает в вечернюю смену, то он посещает учебное заведение в утренние часы.
Учащийся может получать среднее, среднее специальное или высшее образование. Часто используется для получения дополнительного высшего образования.
Противоположностью вечернего образования является дневное (очное) образование.

## История
Впервые вечернее образование в России появилось в XIX веке в связи с открытием воскресных школ, воскресно-вечерних и вечерних школы для взрослых, где учащиеся могли получить начальное образование. В СССР вечернее обучение получило широкое развитие в общем и профессионального образовании (начальное, среднее и высшее). Благодаря вечернему образованию в стране была осуществлена программа по ликвидации неграмотности и малограмотности взрослого населения.
В 1920-е годы в СССР были созданы различные виды вечерних школ — школа грамоты, школа крестьянской молодёжи, общеобразовательные и профессионально-технические курсы, рабочие и крестьянские университеты. В них без отрыва от производства люди могли получить как образование, так и профессию, а также повысить квалификацию. Кроме того для того, чтобы дать возможность получить среднее общее образование и осуществить подготовку крестьян и рабочих к поступлению в высшее учебное заведение, в системе образования были созданы рабочие факультеты.

## В массовой культуре
- Фильм «Весна на Заречной улице» рассказывает о жизни молодой учительницы школы рабочей молодёжи (именно так назывались школы вечернего обучения в СССР до 1958 года).
- Фильм «Большая перемена» рассказывает о жизни класса, получающего среднее образование в вечерней школе.